# Louis de la Trémoille
Louis II de la Trémoille, noto agli storici italiani con vari appellativi: Tremoglia, Tramoglia ed anche Talmont e Tallemont (Thouars, 29 settembre 1460 – Pavia, 24 febbraio 1525), è stato un generale francese.

## Biografia

Stemma di Louis de la Trémoille

Fu un condottiero francese rinascimentale. Di antica nobiltà carolingia, discendente dei Duchi di Aquitania, era Visconte di Thouars e Principe di Talmont, Conte di Guînes e di Bénon, Barone di Sully, di Craon, di Montagu, di Mauléon e dell'Ile-Bouchard, Signore dell'Ile de Ré, di Rochefort e di Marans e Primo Ciambellano del Re.
Titolare di uno dei più antichi principati di Francia, la Principauté de Tallemont, godeva di peculiari diritti che gli consentivano un certo grado di indipendenza anche rispetto agli stessi sovrani francesi, tra cui il privilegio di non inchinarsi neanche davanti ai re in carica.
Scese in Italia al seguito del re di Francia Carlo VIII e si trattenne nel Regno di Napoli dal 1494 al 1495. Prese parte ad importanti battaglie nelle guerre per la conquista d'Italia, tra cui quelle di Fornovo (1495) e Agnadello (1509). Fu sconfitto a Novara (1513) e vinse la battaglia di Marignano (1515). Nel 1517 fu nominato ammiraglio di Francia.
Il 7 aprile 1517 sposò l'ereditiera Luisa Borgia, figlia del Valentino.
Morì nella battaglia di Pavia (1525) per ferite da archibugio inflitte dai soldati spagnoli.
Di lui scrisse il Guicciardini: «...il principe di Talamonte, figliuolo del La Tramoglia [...] è tra tutte persone chiare per nobiltà e grandezza di stati o per avere gradi onorati nello esercito».